# جان والاس
جان والاس (بالإنجليزية: Jean Wallace)‏ هي ممثلة أمريكية، ولدت في 12 أكتوبر 1923 بشيكاغو في الولايات المتحدة، وتوفيت في 14 فبراير 1990 بلوس أنجلوس في الولايات المتحدة.

## وصلات خارجية
- جان والاس على موقع IMDb (الإنجليزية)
- جان والاس على موقع ألو سيني (الفرنسية)
- جان والاس على موقع تيرنر كلاسيك موفيز (الإنجليزية)
- جان والاس على موقع أول موفي (الإنجليزية)
- جان والاس على موقع قاعدة بيانات الأفلام السويدية (السويدية)
- جان والاس على موقع إن إن دي بي (الإنجليزية)
- جان والاس على موقع قاعدة بيانات الفيلم (الإنجليزية)
- جان والاس على موقع كينوبويسك (الروسية)